# St. Veit (Röbersdorf)

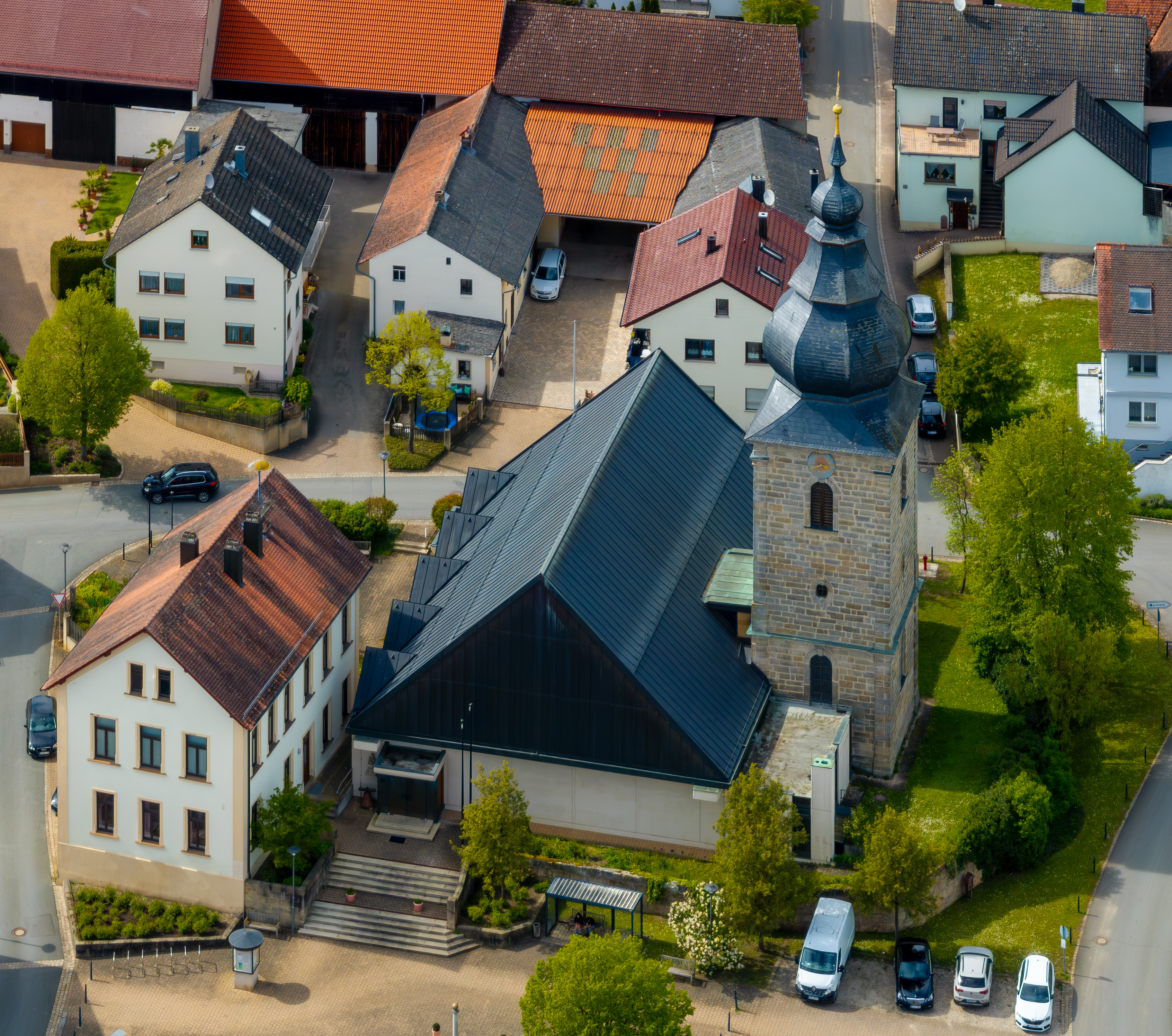
St. Veit (Röbersdorf)

Die römisch-katholische, denkmalgeschützte Filialkirche St. Veit befindet sich in Röbersdorf, einem Gemeindeteil des Marktes Hirschaid im Landkreis Bamberg (Oberfranken, Bayern). Der Chorturm trägt die Jahreszahl 1472. Die Reste der Kirchenummauerung stammen aus dem 18. Jahrhundert.

## Beschreibung
Von der 1756 gebauten Saalkirche ist nur der dreigeschossige Chorturm aus Quadermauerwerk, der mit einer mehrfach gestuften, schiefergedeckten Zwiebelhaube bedeckt ist, erhalten geblieben. Sein oberstes Geschoss beherbergt die Turmuhr und den Glockenstuhl. Das Erdgeschoss ist mit einem barocken Kreuzgewölbe überspannt. In ihm steht ein Altar aus der Mitte des 18. Jahrhunderts. Im Übrigen besteht ein 1975 entstandener Neubau.